# Michaël VII Doukas
Michaël VII Doukas Parapinakes (min een kwart) (Grieks: Μιχαήλ Ζ΄ Δούκας, Mikhaēl VII Doukas; 1050 - Constantinopel, 1090) was keizer van Byzantium van 1071-1078.
Hij was de oudste zoon van keizer Constantijn X Doukas en keizerin Eudokia Makrembolitissa.
Na de ramp van Manzikert was Romanos IV de gevangene van de Seltsjoekse heerser. In Constantinopel werd hij afgezet verklaard en de historicus en aartsintrigant Psellus zette zijn favoriet Michaël Doukas op de troon.
In zijn eigen boek beschrijft Psellus hem als de beste vorst die ooit op een troon gezeten had (dankzij zijn unieke opvoeding door Psellus zelf) maar de werkelijkheid was anders. Het rijk stortte aan alle kanten ineen. Anatolië ging grotendeels verloren. Bari was in 1071 al in handen van de Noormannen van Zuid Italië gevallen en nu brak er ook een storm op de Balkan los.
Michaël kwam in grote financiële problemen, grotendeels door zijn eigen toedoen. Onder hem was het niet langer mogelijk een medimnus tarwe te kopen voor een nomisma, je kreeg er maar een medimnus minus, een pinakion (een kwart), voor.
Hij was zwak en verlegen en kwam onder de invloed van Nikephoritzes. Deze schoof Psellus aan de kant en probeerde het rijk een strakke vorm van bureaucratische controle op te leggen. Dit leidde tot sociale onrust en tot opstanden van het leger. In 1078 riep de legeraanvoerder Nikephoros III Botaneiates zich tot keizer uit en om zijn positie te versterken trouwde hij met Michaëls vrouw Maria van Alanië (hoewel Michaël nog in leven was). Ondanks de oogappel van Psellus was het rijk een chaos.